# Nîmes
Nîmes (Okcitán nyelv provanszál dialektusában: Nimes) nagyváros Franciaország déli részén. Okcitánia régió Gard megyéjének székhelye (prefektúra). Franciaország Rómájának is nevezik, köszönhetően az ókorból megmaradt számos műemléknek. Franciaország kulturális és történelmi városa címet viseli.

## Története

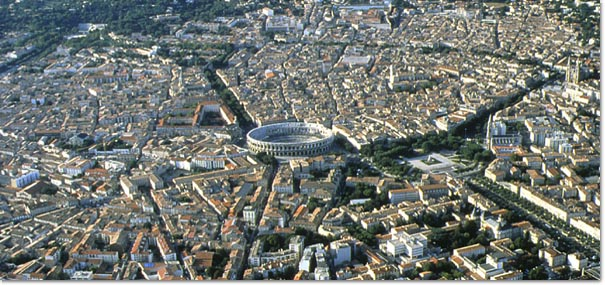
Az óváros légifotója

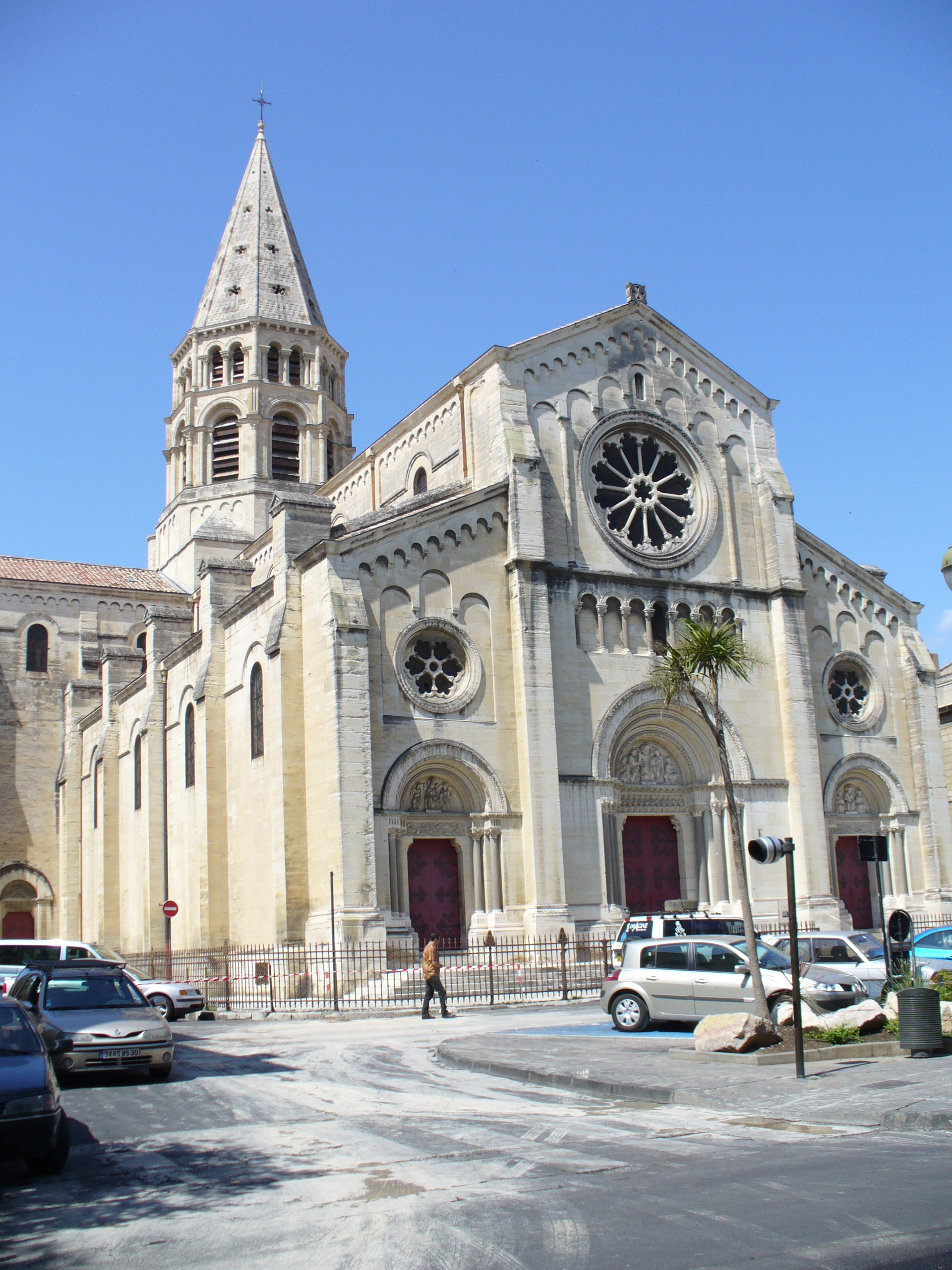
Église St.-Paul

A római hódítások idején már jelentős város volt, az itt élő voluscusok népe által szentnek tartott forrás mentén több település is volt. Az első római telepesek az egyiptomi hadjáratok veteránjai voltak. A városban ugyanis olyan jelképeket találtak, amelyek leláncolt krokodilt ábrázoltak, s még az itt vert pénzen is ez volt látható, márpedig ez a Krisztus születése előtt néhány évtizeddel megvívott egyiptomi hadjáratok jelképe volt, s ma a város címerében is szerepel, egy pálmafával együtt.
A római város igen gyorsan fejlődött. Fallal vették körül, szabályos terv alapján építkeztek, hatalmas amfiteátrumot, számos templomot, középületeket emeltek. Hatalmas vízvezeték hozta ide a hegyek közül a vizet, s a város lakosainak a száma meghaladta a 20000-et. Ókori nevén Nemausus Hadrianus császár uralkodása idején tovább gyarapodott. A római birodalom széthullása, a barbárok támadása azonban súlyos károkat okozott. A vizigótok, majd a szaracénok például várrá alakították át az amfiteátrumot, leromboltak sok építményt. A 10. század végére ismét éledezni kezdett a város, de a 13. században lakói az albigensekhez csatlakoztak, és városukat a hadjárat vezére, IV. Simon de Montfort elfoglalta, igaz áldozatok nélkül.
Három évszázaddal később viszont a vallásháborúk viselték meg a várost. A lakosság nagy része csatlakozott a hugenottákhoz, akik jóval az emlékezetes Szent Bertalan éj előtt 200 katolikust, főleg papokat, szerzeteseket mészároltak le 1567 szeptemberében, Szent Mihály napján. Következett a megtorlás, a háborúk korszaka, s még a forradalom idején is a vallás osztotta meg a város lakóit: a katolikusok royalisták voltak, a protestánsok a forradalom hívei.
Nîmes mégis fejlődött, gazdaságilag a környező vidék központja lett, kialakult ipara s kulturális téren is jelentős szerepe volt, már 1682-ben létrejött a helyi művészeti és tudományos akadémia. A 19. század közepe óta pedig a város a dél-franciaországi bikaviadalok központja. A Feria, a pünkösd napjaiban sorra kerülő idénynyitó viadal hatalmas ünnep, az őszi Corrida nem kevésbé, ezekre turisták ezrei sereglenek a városba.

## Demográfia
| Év   | Lakosság |
| ---- | -------- |
| 1881 | 63 552   |
| 1891 | 71 623   |
| 1901 | 80 605   |
| 1911 | 80 437   |
| 1921 | 82 774   |
| 1931 | 89 213   |
| 1936 | 93 736   |
| 1954 | 89 107   |

| Év   | Lakosság |
| ---- | -------- |
| 1962 | 99 775   |
| 1968 | 123 292  |
| 1975 | 127 933  |
| 1982 | 124 220  |
| 1990 | 128 471  |
| 1999 | 133 406  |
| 2006 | 144 092  |

## Látnivalók
- Arénes – a régi római amfiteátrum, ez a legépebben fennmaradt az országban, az i. e. 1. században épült, kívülről több szintben elrendezett, dór oszlopokkal szegélyezett hatvan árkád övezi. Az épület belsejében a lépcsőzetes nézőtér 34 lépcsősorán 24 000 nézőnek van hely. A küzdőteret nem vette körül magasabb védfal, vagyis minden bizonnyal itt inkább csak gladiátorok küzdöttek egymással, állatviadalokra nem került sor, az arénában rendeztek még kocsiversenyeket, és mivel a küzdőteret vízzel is fel lehetett tölteni, vízi játékokat is. A négy bejárata előtt a régészek falak maradványait tárták fel, ezek közül egyes falrészletek a római városfal maradványai, de a többi későbbi eredetű, amikor várrá alakították át védfalak építettek elé és a boltíveket is befalazták. Később lakásokat alakítottak ki, s ezeket csak az 1900-as évek végén számolták fel. A 19. század közepén rendeztek itt bikaviadalokat először. Napjainkban itt is tartanak operaelőadásokat, éppúgy, mint az olaszországi Verona arénájában. Mivel 1988 óta télire befedik, egész éven át hasznosítani tudják.
- Esplanade de Gaulle – egy nagy kiterjedésű park, ennek közepén áll a Fontaine Pradier, a város egyik múlt századi emléke, amelyben a Rhone, a Gardon jelképes figurája és több más szimbolikus figura veszi körül a várost jelképező nőalakot.
- Église St.-Paul – a 19. században emelt templom.

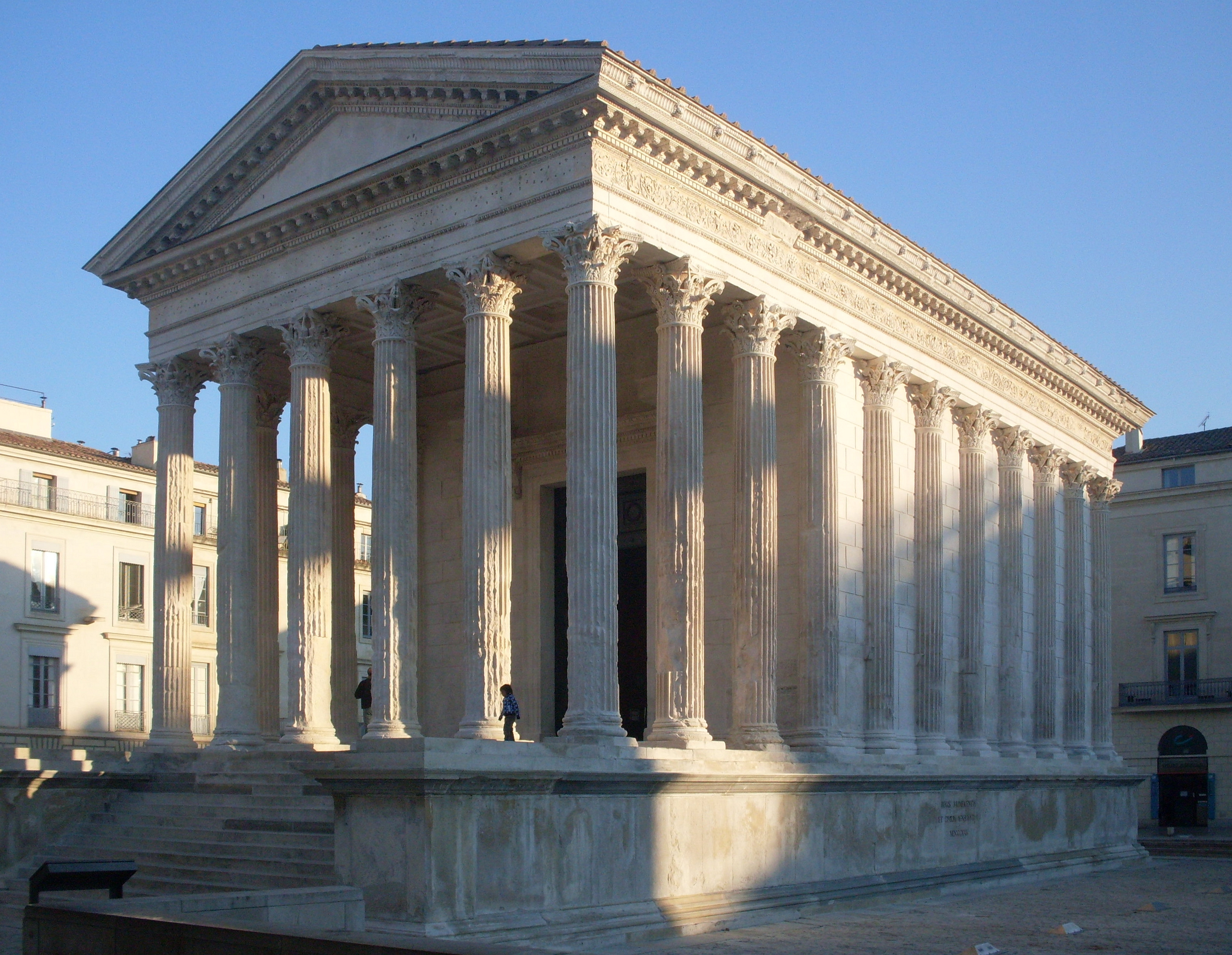
Maison Carrée

- Maison Carrée – Augustus császár idejéből származó templom, a téglalap alakú épület 26 méter hosszú, 15 méter széles és 17 méter magas. Lépcső vezet fel a 30 korinthoszi oszloppal övezett épülethez, tíz oszlop veszi körül a nyitott előcsarnokot, a többi oldalt és hátul övezi a fallal elhatárolt belső templomot, amelybe széles kapun át lehet belépni. A napjainkig épen maradt templom, a birodalom bukása után volt katolikus és protestáns templom, közhivatal, magánlakás, egy időben még istállónak is használták, s volt olyan terv, hogy lebontják és Versailles-ba szállítják. 1816-ban viszont műemlékké nyilvánították, és helyreállították. Ma itt van a Musée des Antiques, ahol a régészeti feltárások legértékesebb leleteit állították ki, például egy nagyméretűm Apollón-szobrot.
- Carré des Arts – az 1990-es években felépült üvegpalota. Norman Foster brit építőművész alkotás. Az épületben modern képzőművészeti kiállítótermet és könyvtárat rendeztek be.
- Jardin de la fontaine – egy park, amely a Nemau-forrás körül jött létre, a rómaiak előtti időkben itt élők szent helyként tisztelt forrás a birodalom idején a város egyik jelentős vízforrása, a régészeti feltárások római fürdőt is találtak a közelben. Ugyancsak a parkban található a Temple de Diane, ami egy a 2. században épült templomrom.
- Tour Magne – a Mont Cavalier dombon álló, 34 méter magas torony, amely a római várost védelmező erődrendszerhez tartozott, több mint 30 bástyatornya volt.
- Castellum – egy, a város vízellátását szabályozó hatalmas kör alakú medence. A római időkből származó építményhez futott be az a római vízvezeték, amely 50 kilométer távolságról szállította a napi 20000 köbméternyi vizet. Ebből a medencéből osztották el az ivóvizet a városnegyedek között, ahova 40 centiméter átmérőjű, ólomból készült csővezetéken jutott el.
- Nîmes fellegvára – 1687-ben építették, hogy a királyi helyőrség felügyelet alatt tarthassa onnan a túlnyomórészt protestáns város lakóit.
- Porte d’Auguste – a római városfal hatalmas kapuja.
- Cathédrale Notre-Dame et St-Castor – a 12. századi templomot az idők folyamán többször jelentősen átalakították.
- Musée du Vieux Nîmes – a püspöki palotában helyet kapó városi múzeum.

## Testvérvárosok
- Preston (1955)
- Verona (1968)
- Braunschweig (1962)
- Prága (1967)
- Frankfurt (Oder) (1976)
- Salamanca (1979)
- Risón Lecijón (1986)
- Meknesz (2005)